# Flegel (Waffe)
Der Flegel (auch: Streitflegel, Kriegsflegel, engl. flail, franz. fléau d’armes) ist eine mittelalterliche Stangenwaffe, die im 12. Jahrhundert aus dem bäuerlichen Dreschflegel entwickelt wurde. Die Flegel fallen im Allgemeinen unter die Schlagwaffen, da sie bei ihrer Verwendung den Körper nicht penetrieren. Es kamen aber Varianten zum Einsatz, welche mit Stacheln oder Klingen ausgestattet waren. Diese sind zusätzlich unter die Hiebwaffe einzuordnen, da sie bei ihrer Verwendung den Körper penetrieren.

## Beschreibung
Die einfachste Variante war wohl der Dreschflegel selbst, der neben Heugabeln oder Sensen als primitive improvisierte Waffe eingesetzt wurde. Bei der Weiterentwicklung des Dreschflegels zur reinen Waffe wurde das Lederband zwischen Griffstück und Schlagkopf durch eine Kette ersetzt und der Kopf häufig mit Spitzen besetzt oder einfach mit Nägeln durchschlagen. In einer späteren Version wurde der bewegliche Teil an der Kette durch eine geschmiedete Stange ersetzt (Schweizer Flegel mit „Rute“ oder „Lenkstange“, ca. 15. Jahrhundert).
Die späteren Ausführungen bestehen aus einem etwa 50 cm langen Holzgriff, an dessen Ende eine etwa 30 bis 50 cm lange Kette befestigt ist. Der Kopf, eine spitzenbesetzte, schwere Eisenkugel mit ca. 10 cm Durchmesser (oft viel kleiner), ist am anderen Ende befestigt. Kompliziertere Modelle verwenden statt einfachen Eisenkugeln oft aufwendig hergestellte Köpfe mit radial angeordneten Klingen oder Haken (vgl. mit einem Streitkolben) oder mit schweren, kantigen Metallstücken. Des Öfteren wurden auch mehrere Köpfe mit mehreren Ketten am Griff angebracht. Die Griffstange wurde so bemessen, dass die Ketten mit den Schlagkugeln höchstens ein Drittel der Stangenlänge betrug, um zu verhindern, dass der Benutzer der Waffe die eigenen Arme oder Hände traf.
Ein Grund für die Konfusion um diesen Waffentyp und auch seine Namensgebung (wie der Streitkolben wird auch der Flegel gerne mit dem Morgenstern verwechselt) könnte der damalige Adelsstand gewesen sein, der auf Schwert bzw. Lanze und Schild schwor, da bäuerliche Waffen als unritterlich galten. Die Produktion war einfach und kostengünstig. Es wurde kein Stahl benötigt, an dem es das ganze Mittelalter hindurch mangelte. Auf Ausbildung mit der Waffe konnte verzichtet werden, da jeder Bauer mit dem zu Grunde liegenden Arbeitsgerät vertraut war.
Eingesetzt wurde der Flegel bis ins angehende 17. Jahrhundert. Der sogenannte Drischel, eine mit eisernen Bändern und Dornen beschlagene Variante des bäuerlichen Dreschflegels, war eine der typischen Waffen der hussitischen Aufständischen während der Hussitenkriege (1419–1434).
Die Handhabung eines Dreschflegels als Waffe wird neben anderen bäuerlichen Waffen wie Sichel, Sense und Knüppel in Paulus Hector Mairs Kompendium zur Fechtkunst gezeigt. Der Kampf mit dem Mangual, einer iberischen Flegelwaffe mit drei an einzelnen Ketten befestigten Kugeln, wird im Fechtbuch von Perez De Mendoza y Quixada kurz beschrieben.